# إدوارد إتش هوبسون
إدوارد إتش هوبسون (بالإنجليزية: Edward H. Hobson)‏ هو ضابط أمريكي، ولد في 11 يوليو 1825 في غرينسبورج في الولايات المتحدة، وتوفي في 14 سبتمبر 1901 في كليفلاند في الولايات المتحدة.